# Distrito de Boquerón (Perú)
El distrito del Boquerón es uno de los siete que conforman la provincia de Padre Abad, al noroeste del departamento de Ucayali, en el oriente del Perú. 
Toma su nombre del boquerón del Padre Abad, un cañón de 3 km donde el río Yuracyacu cambia de nombre a río Aguaytía.

## Historia
Fue creado mediante la Ley N° 31141 por aprobación del Congreso de la República y publicado en el diario oficial El Peruano, durante el gobierno del presidente Francisco Sagasti en 2021. La creación del distrito marca un hito histórico en la descentralización nacional y este noble gesta ha sido alcanzado gracias a sus grandes líderes FERNANDO NIETO SARMIENTO  y WILLY ROSALES VILLAR quienes no cesaron a seguir encaminado la creación del distrito a pesar de que el mundo estaba sumido en la pandemia COVID 19   logrando hacer realidad  juntos a sus congresistas CESAR GONZALES TUANAMA Y NELLY HUAMANI MACHACA cumplir el sueño de todo los habitantes del pueblo de Boqueron un 18 de marzo del 2021.